# Peripsychoda fragilis
Peripsychoda fragilis är en tvåvingeart som först beskrevs av Quate 1967.  Peripsychoda fragilis ingår i släktet Peripsychoda och familjen fjärilsmyggor. Inga underarter finns listade i Catalogue of Life.